# Rocío Villarauz Martínez
Rocío del Pilar Villarauz Martínez (12 de diciembre de 1977) es una política mexicana, miembro del partido Movimiento Regeneración Nacional (Morena), es diputada federal para el periodo de 2018 a 2021.

## Reseña biográfica
Rocío Villarauz Martínez es pasante de licenciatura en Relaciones Internacionales por la Universidad Nacional Autónoma de México, tiene estudios de diplomados en Políticas Sociales Urbanas por la UNAM y la Universidad Autónoma de la Ciudad de México, así como en Liderazgo Social, Político y Social contra la Discriminación por el Instituto de Liderazgo Simone de Beauvoir.
De 1997 a 2000 fue asesora del presidente de la comisión de Gobierno de la Asamblea Legislativa del Distrito Federal, y de 2001 a 2002 fue asesora del área de Construcción del Instituto de las Mujeres en el Sistema de Centros Integrales de Apoyo a la Mujer en la delegación Magdalena Contreras y en 2003 fue enlace regional en centro y sur del Instituto de las Mujeres del Distrito Federal y luego asistente del Presidente de la Junta de Coordinación Política de la Cámara de Diputados.
De 2003 a 2005 fue representante del Jefe de Gobierno en la Coordinación Territorial de Seguridad Pública y Procuración de Justicia en Magdalena Contreras, y de 2006 a 2011 fue subdirectora de Atención a Grupos Vulnerables de la Secretaría de Desarrollo Social y en 2012 fue jefa de Unidad Departamental de Capacitación del Consejo de Evaluación de Desarrollo Social del Distrito Federal.
De 2013 a 2015 fue secretaria técnica del consejo ejecutivo nacional de Morena y de 2014 a 2017 fue presidenta de Morena en la Delegación Miguel Hidalgo, además se ha desempeñado como consejera nacional y estatal de su partido.
En 2018 fue electa diputada federal por la vía plurinominal a la LXIV Legislatura que concluirá en 2021; en la Cámara de Diputados es presidenta de la comisión de Asuntos Frontera Sur; así como integrante de las comisiones de Igualdad de Género; y de Transparencia y Anticorrupción.